# Brit Awards 1987
Les Brit Awards 1987 ont lieu le 9 février 1987 au Grosvenor House Hotel à Londres. Il s'agit de la 7e cérémonie des Brit Awards dont le nom officiel est alors BPI Awards. Elle est présentée par Jonathan King et retransmise en direct à la télévision sur la chaîne BBC One.

## Interprétations sur scène
Plusieurs chansons sont interprétées lors de la cérémonie :
- Chris de Burgh : The Lady in Red
- Curiosity Killed the Cat (en) : Down to Earth
- Five Star : Can't Wait Another Minute
- Level 42 : Lessons in Love
- Simply Red : Holding Back the Years
- Spandau Ballet : Through the Barricades
- Whitney Houston : How Will I Know

## Palmarès
Les lauréats apparaissent en caractères gras.

### Meilleur album britannique
- Brothers in Arms de Dire Straits
  - Silk & Steel de Five Star
  - So de Peter Gabriel
  - London 0 Hull 4 de The Housemartins
  - Picture Book de Simply Red

### Meilleur single britannique
- West End Girls de Pet Shop Boys
  - Don't Leave Me This Way de The Communards
  - The Lady in Red de Chris de Burgh
  - Sledgehammer de Peter Gabriel
  - Holding Back the Years de Simply Red

### Meilleur artiste solo masculin britannique
- Peter Gabriel
  - Phil Collins
  - Chris de Burgh
  - Billy Ocean
  - Robert Palmer

### Meilleure artiste solo féminine britannique
- Kate Bush
  - Joan Armatrading
  - Jaki Graham
  - Sade
  - Kim Wilde

### Meilleur groupe britannique
- Five Star
  - Dire Straits
  - Eurythmics
  - Pet Shop Boys
  - Simply Red

### Meilleure vidéo britannique
- Sledgehammer de Peter Gabriel

### Meilleur producteur britannique
- Dave Stewart
  - Trevor Horn
  - Hugh Padgham
  - Stock Aitken Waterman
  - Pip Williams (en)

### Révélation britannique
- The Housemartins

Note : le lauréat a été désigné par un vote des auditeurs de BBC Radio 1.

### Meilleur artiste solo international
- Paul Simon
  - Anita Baker
  - Whitney Houston
  - Madonna
  - Bruce Springsteen

### Meilleur groupe international
- The Bangles
  - A-ha
  - Bon Jovi
  - Cameo
  - Huey Lewis and the News

### Meilleure bande originale de film
- Top Gun de divers artistes
  - Out of Africa de John Barry
  - Absolute Beginners de divers artistes
  - Chambre avec vue (A Room with a View) de Richard Robbins
  - Le Clochard de Beverly Hills (Down and Out in Beverly Hills) de Andy Summers et divers artistes

### Meilleur disque de musique classique
- Concerto pour violoncelle d'Edward Elgar de Julian Lloyd Webber
  - Symphonie nº 1 (Tchaïkovski) de Mariss Jansons
  - Bartók & Duke Ellington de Nigel Kennedy
  - The Pavarotti Collection de Luciano Pavarotti
  - Symphonie no 1 (Elgar) de André Previn

### Contribution exceptionnelle à la musique
- Eric Clapton

## Artistes à nominations multiples
- 3 nominations :
  - Peter Gabriel
  - Simply Red

Note : Peter Gabriel est directement récompensé pour la meilleure vidéo, il n'est donc pas tout d'abord nommé dans cette catégorie.
- 2 nominations :
  - Chris de Burgh
  - Dire Straits
  - Five Star
  - The Housemartins
  - Pet Shop Boys

Note : Dave Stewart, membre d'Eurythmics, est nommé une fois en solo (meilleur producteur) et une fois avec son groupe.

## Artistes à récompenses multiples
- 2 récompenses :
  - Peter Gabriel